# Douelle (Lot)
Pour les articles homonymes, voir Douelle.
Douelle est une commune française, située dans le sud-ouest du département du Lot en région Occitanie.
Elle est également dans le Quercy Blanc, une région naturelle correspondant à la partie méridionale du Quercy, devant son nom à ses calcaires lacustres du Tertiaire.
Exposée à un climat océanique altéré, elle est drainée par le Lot, le ruisseau de Rouby et par un autre cours d'eau. La commune possède un patrimoine naturel remarquable composé de deux zones naturelles d'intérêt écologique, faunistique et floristique.
Douelle est une commune rurale qui compte 834 habitants en 2022.  Elle fait partie de l'aire d'attraction de Cahors. Ses habitants sont appelés les Douellais et Douellaises.

## Géographie
Douelle est un petit village de l'aire urbaine de Cahors situé dans le Quercy à une dizaine de kilomètres de Cahors sur l'ancienne ligne de Monsempron-Libos à Cahors entre Fumel et Cahors dans le vignoble de Cahors.

### Communes limitrophes
Douelle est limitrophe de cinq autres communes.
Les communes limitrophes sont Caillac, Mercuès, Parnac, Pradines et Saint-Vincent-Rive-d'Olt.
|                          | Caillac | Mercuès  |
| Parnac                   | Douelle | Pradines |
| Saint-Vincent-Rive-d'Olt |         |          |

### Hydrographie

#### Village portuaire
Le Port du vignoble est un village paisible blotti au pied des collines, sur la rive gauche du Lot. Il occupe un espace triangulaire étroit délimité au nord par la rivière, au débouché d'une gorge venant du midi, bordée par les collines de la Cévenne et des Madères.
Dans les textes anciens, Douelle s'écrivait Doela qui en latin signifie "gorge profonde". Son nom doit lui venir du vallon creusé par le ruisseau (ou rau) d'Auronne. Le Ruisseau de Rouby irrigue également la commune.

### Géologie et relief
La superficie de la commune de Douelle est de 877 hectares ; son altitude varie de 115  à   330 mètres.

### Voies de communication et transports
La ligne 913 du réseau liO dessert le village, en direction de Cahors ou de Monsempron-Libos.

### Climat
Pour des articles plus généraux, voir Climat de l'Occitanie et Climat du Lot.
En 2010, le climat de la commune est de type climat océanique altéré, selon une étude s'appuyant sur une série de données couvrant la période 1971-2000. En 2020, Météo-France publie une typologie des climats de la France métropolitaine dans laquelle la commune est toujours exposée à un climat océanique altéré et est dans la région climatique Aquitaine, Gascogne, caractérisée par une pluviométrie abondante au printemps, modérée en automne, un faible ensoleillement au printemps, un été chaud (19,5 °C), des vents faibles, des brouillards fréquents en automne et en hiver et des orages fréquents en été (15 à 20 jours).
Pour la période 1971-2000, la température annuelle moyenne est de 13,5 °C, avec une amplitude thermique annuelle de 15,7 °C. Le cumul annuel moyen de précipitations est de 842 mm, avec 11,3 jours de précipitations en janvier et 6,5 jours en juillet. Pour la période 1991-2020, la température moyenne annuelle observée sur la station météorologique la plus proche, située sur la commune du Montat à 12 km à vol d'oiseau, est de 13,3 °C et le cumul annuel moyen de précipitations est de 824,6 mm,. Pour l'avenir, les paramètres climatiques de la commune estimés pour 2050 selon différents scénarios d’émission de gaz à effet de serre sont consultables sur un site dédié publié par Météo-France en novembre 2022.

### Milieux naturels et biodiversité

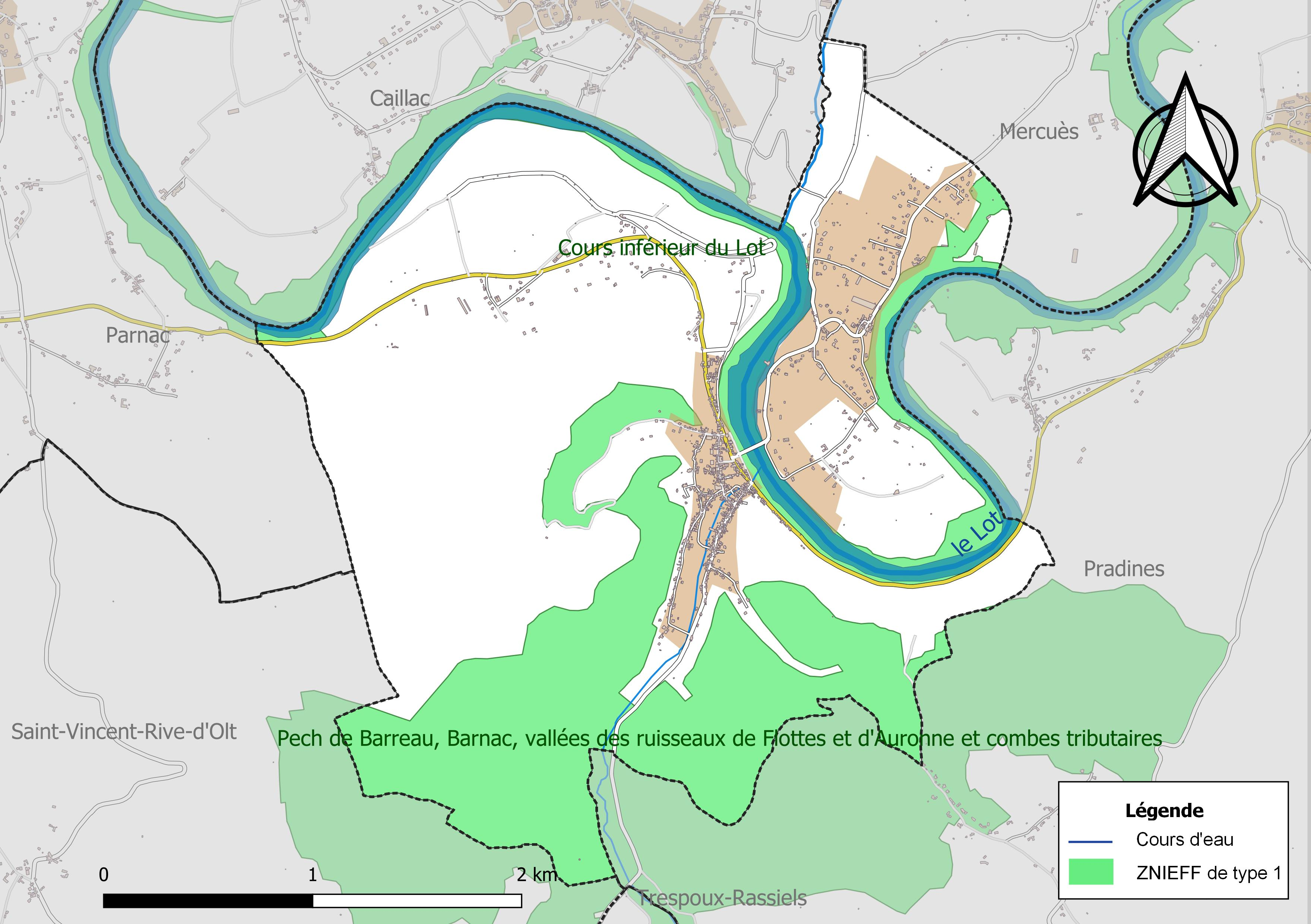
Carte des ZNIEFF de type 1 localisées sur la commune.

L’inventaire des zones naturelles d'intérêt écologique, faunistique et floristique (ZNIEFF) a pour objectif de réaliser une couverture des zones les plus intéressantes sur le plan écologique, essentiellement dans la perspective d’améliorer la connaissance du patrimoine naturel national et de fournir aux différents décideurs un outil d’aide à la prise en compte de l’environnement dans l’aménagement du territoire.
Deux ZNIEFF de type 1 sont recensées sur la commune :
le « cours inférieur du Lot » (1 209 ha), couvrant 25 communes dont 23 dans le Lot et deux dans le Lot-et-Garonne et 
le « pech de Barreau, Barnac, vallées des ruisseaux de Flottes et d'Auronne et combes tributaires » (570 ha), couvrant 4 communes du département.

## Urbanisme

### Typologie
Au 1er janvier 2024, Douelle est catégorisée commune rurale à habitat dispersé, selon la nouvelle grille communale de densité à sept niveaux définie par l'Insee en 2022.
Elle est située hors unité urbaine. Par ailleurs la commune fait partie de l'aire d'attraction de Cahors, dont elle est une commune de la couronne,. Cette aire, qui regroupe 78 communes, est catégorisée dans les aires de 50 000 à moins de 200 000 habitants,.

### Occupation des sols
L'occupation des sols de la commune, telle qu'elle ressort de la base de données européenne d’occupation biophysique des sols Corine Land Cover (CLC), est marquée par l'importance des forêts et milieux semi-naturels (57,3 % en 2018), une proportion identique à celle de 1990 (57,3 %). La répartition détaillée en 2018 est la suivante : 
milieux à végétation arbustive et/ou herbacée (30,3 %), forêts (27 %), cultures permanentes (21,9 %), zones urbanisées (11,5 %), eaux continentales (7,7 %), zones agricoles hétérogènes (1,5 %). L'évolution de l’occupation des sols de la commune et de ses infrastructures peut être observée sur les différentes représentations cartographiques du territoire : la carte de Cassini (XVIIIe siècle), la carte d'état-major (1820-1866) et les cartes ou photos aériennes de l'IGN pour la période actuelle (1950 à aujourd'hui).

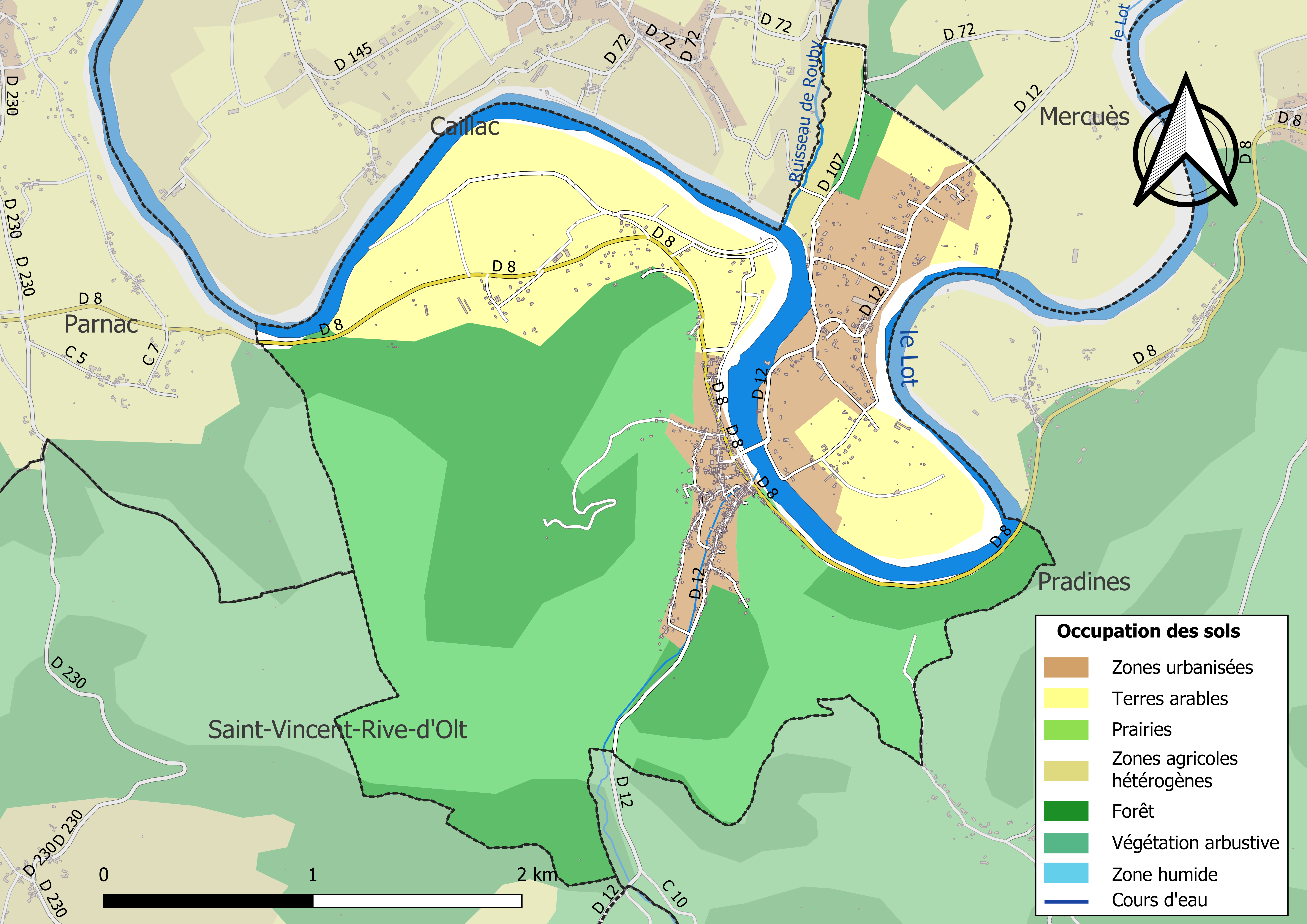
Carte des infrastructures et de l'occupation des sols de la commune en 2018 (CLC).

### Risques majeurs
Le territoire de la commune de Douelle est vulnérable à différents aléas naturels : météorologiques (tempête, orage, neige, grand froid, canicule ou sécheresse), inondations, feux de forêts, mouvements de terrains et séisme (sismicité très faible). Il est également exposé à un risque technologique, la rupture d'un barrage. Un site publié par le BRGM permet d'évaluer simplement et rapidement les risques d'un bien localisé soit par son adresse soit par le numéro de sa parcelle.

#### Risques naturels
La commune fait partie du territoire à risques importants d'inondation (TRI) de Cahors, regroupant 14 communes concernées par un risque de débordement du Lot et du ruisseau du Bartassec, un des 18 TRI qui ont été arrêtés fin 2012 sur le bassin Adour-Garonne. L'événement passé le plus significatif est la crue des 9 et 10 mars 1927 où le Lot a atteint 8,90 m à Cahors après une montée très rapide des eaux. Seules les crues de 1783 et 1833 ont dépassé ces valeurs. Les dégâts ont été très importants. Deux crues survenues sur le Bartassec en 1996 et 2010 ont eu un très fort impact sur les activités économiques de l'agglomération de Cahors. Des cartes des surfaces inondables ont été établies pour trois scénarios : fréquent (crue de temps de retour de 10 ans à 30 ans), moyen (temps de retour de 100 ans à 300 ans) et extrême (temps de retour de l'ordre de 1 000 ans, qui met en défaut tout système de protection). La commune a été reconnue en état de catastrophe naturelle au titre des dommages causés par les inondations et coulées de boue survenues en 1982, 1992, 1996, 1999, 2003 et 2021,.
Douelle est exposée au risque de feu de forêt du fait de la présence sur son territoire du massif de la Moyenne vallée du Lot. Un plan départemental de protection des forêts contre les incendies a été approuvé par arrêté préfectoral le 30 novembre 2015 pour la période 2015-2025. Les propriétaires doivent ainsi couper les broussailles, les arbustes et les branches basses sur une profondeur de 50 mètres, aux abords des constructions, chantiers, travaux et installations de toute nature, situées à moins de 200 mètres de terrains en nature
de bois, forêts, plantations, reboisements, landes ou friches. Le brûlage des déchets issus de l’entretien des parcs et jardins des ménages et des collectivités est interdit. L’écobuage est également interdit, ainsi que les feux de type méchouis et barbecues, à l’exception de ceux prévus dans des installations fixes (non situées sous couvert d'arbres) constituant une dépendance d'habitation.

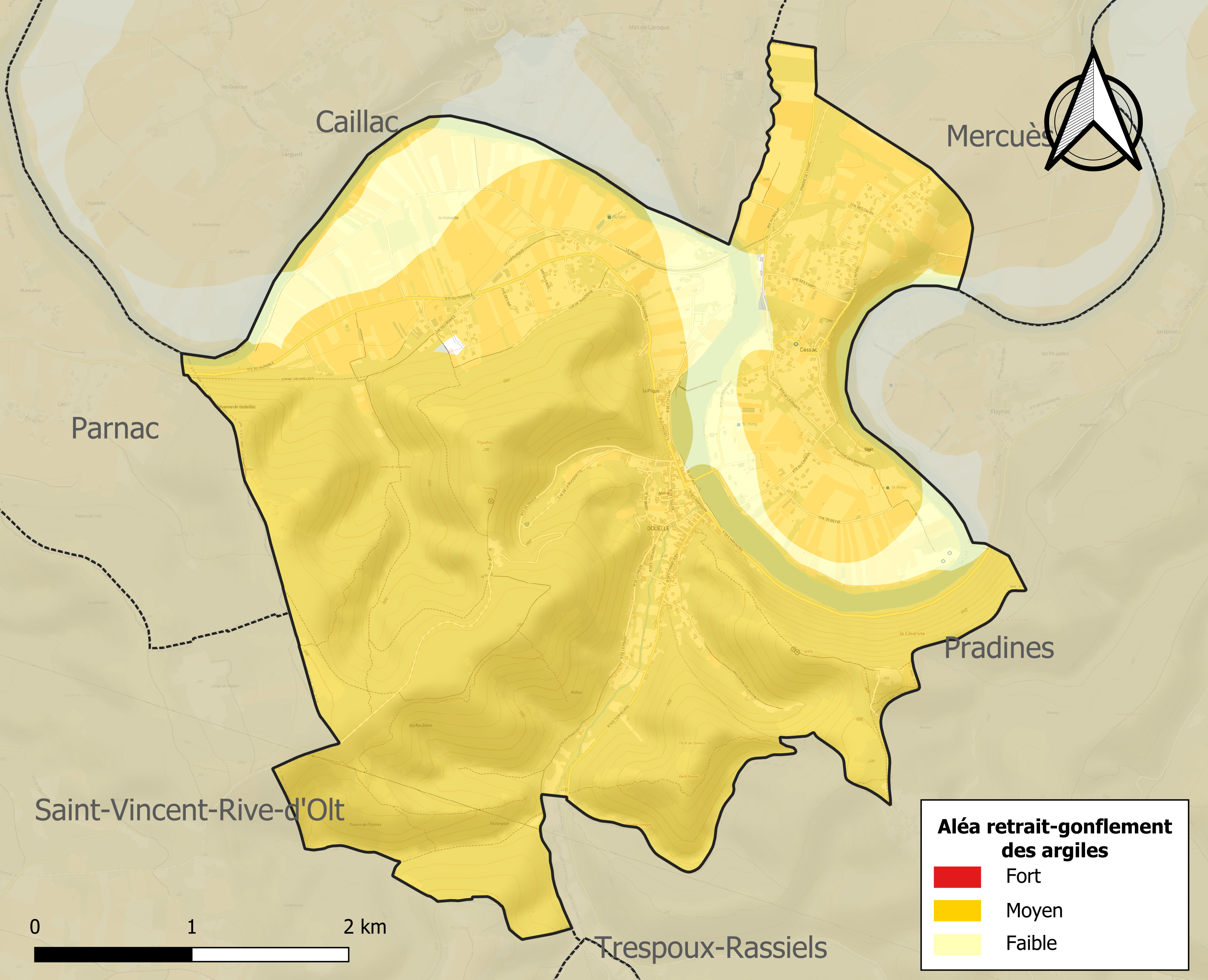
Carte des zones d'aléa retrait-gonflement des sols argileux de Douelle.

Les mouvements de terrains susceptibles de se produire sur la commune sont des affaissements et effondrements liés aux cavités souterraines (hors mines), des éboulements, chutes de pierres et de blocs et des tassements différentiels. Par ailleurs, afin de mieux appréhender le risque d’affaissement de terrain, l'inventaire national des cavités souterraines permet de localiser celles situées sur la commune.
Le retrait-gonflement des sols argileux est susceptible d'engendrer des dommages importants aux bâtiments en cas d’alternance de périodes de sécheresse et de pluie. 88,7 % de la superficie communale est en aléa moyen ou fort (67,7 % au niveau départemental et 48,5 % au niveau national). Sur les 480 bâtiments dénombrés sur la commune en 2019, 459 sont en aléa moyen ou fort, soit 96 %, à comparer aux 72 % au niveau départemental et 54 % au niveau national. Une cartographie de l'exposition du territoire national au retrait gonflement des sols argileux est disponible sur le site du BRGM,.
Par ailleurs, afin de mieux appréhender le risque d’affaissement de terrain, l'inventaire national des cavités souterraines permet de localiser celles situées sur la commune.
Concernant les mouvements de terrains, la commune a été reconnue en état de catastrophe naturelle au titre des dommages causés par des mouvements de terrain en 1999.

#### Risques technologiques
La commune est en outre située en aval des barrages de Grandval et de Sarrans, des ouvrages de classe A disposant d'une retenue de respectivement 270,6 millions et 296 millions de mètres cubes,. À ce titre elle est susceptible d’être touchée par l’onde de submersion consécutive à la rupture d'un de ces ouvrages.

## Toponymie
À l'époque médiévale les documents concernant Douelle écrivaient le nom latin du village Doela. Les études de toponymie ont donné plusieurs origines possibles. À partir du français doit depuis le latin ductus qui a donné le nom de Ladoux, ou depuis le provençal doela qui signifie fossé. D'autres études citent le bas latin doga qui veut dire conduit d'eau, ou du languedocien dogo qui se traduit par creux, conduit qui pourrait faire référence au ruisseau Auronne traversant la localité. D'autres étymologistes font dériver Douelle du latin doela qui signifie gorge profonde ou de l'occitan dougelle, diminutif de dogo, pour creux ou cavité.
Une autre toponymie de Douelle est basée sur la présence d'un dépôt de douelles venues du Rouergue. Une douelle est une pièce de construction d'un tonneau, mot issu du latin doga.

## Histoire
Si Douelle n'affiche pas des vestiges médiévaux comme certains des villages voisins, son histoire est tout de même liée à celle des Béral de Cessac dont les vestiges du château se dressent fièrement, sur une première terrasse de la vallée, au plus étroit d'une boucle formée par la rivière Lot, sur sa rive droite.
Jusqu’au XVe siècle, Douelle était rattaché au village voisin de Caillac pour la vie religieuse et aussi pour les sépultures, ce qui signifie que les Douellais étaient obligés de porter leurs morts à Caillac. Le 26 mars 1487, une bulle du pape Innocent VIII accorda l’autorisation de construire une chapelle et de créer un cimetière à Douelle. Cette chapelle est la partie ancienne de l’église actuelle. Enfin, à l’époque du Concordat, Douelle fut entièrement séparé d’avec Caillac.
De tout temps, les activités des villageois ont été liées à la navigation et au vin avec la fabrication des tonneaux. Son port voyait arriver les merrains du Massif central et partir le vin du pays et les céréales.
Au XVIIIe siècle, Douelle fournissait une grande partie des matelots nécessaires pour la navigation sur le Lot. Aussi on ne demandait pas à la commune de fournir des hommes pour les milices mais des hommes pour la marine. À la fin du XVIIIe siècle, les jeunes hommes de Douelle se sont révoltés et sur 59 sujets, seuls 27 se sont présentés. Les parents étant rendus responsables, on envoya une troupe de 150 hommes commandée par le comte de Fumel loger à discrétion dans les familles des rebelles. Dans le cahier de doléances de Douelle et de Cessac, les habitants se plaignent du faible rapport de la vigne qui est le revenu principal de la communauté*
Jean Fourastié (1907-1990) a passé tous ses étés à Douelle dont il était originaire. Le premier chapitre de son ouvrage Trente Glorieuses est une description de ce village à deux époques, 1945 et 1975.
En cette fin de XXe siècle, le village a retrouvé sa vocation première avec le tourisme fluvial. Au XIXe siècle, il était en effet peuplé de mariniers, vignerons, tonneliers, charpentiers… Les dates des linteaux des portes de nombreuses maisons rappellent sa prospérité au cours de la moitié du XIXe siècle, cela grâce à la vigne et au vin.

## Politique et administration

### Administration municipale
Le nombre d'habitants au recensement de 2011 étant compris entre 500 et 1 499 habitants, le nombre de membres du conseil municipal pour l'élection de 2014 est de quinze,.

### Rattachements administratifs et électoraux
Commune faisant partie de l'arrondissement de Cahors de la communauté d'agglomération du Grand Cahors et du canton de Luzech (avant le redécoupage départemental de 2014.

### Liste des maires

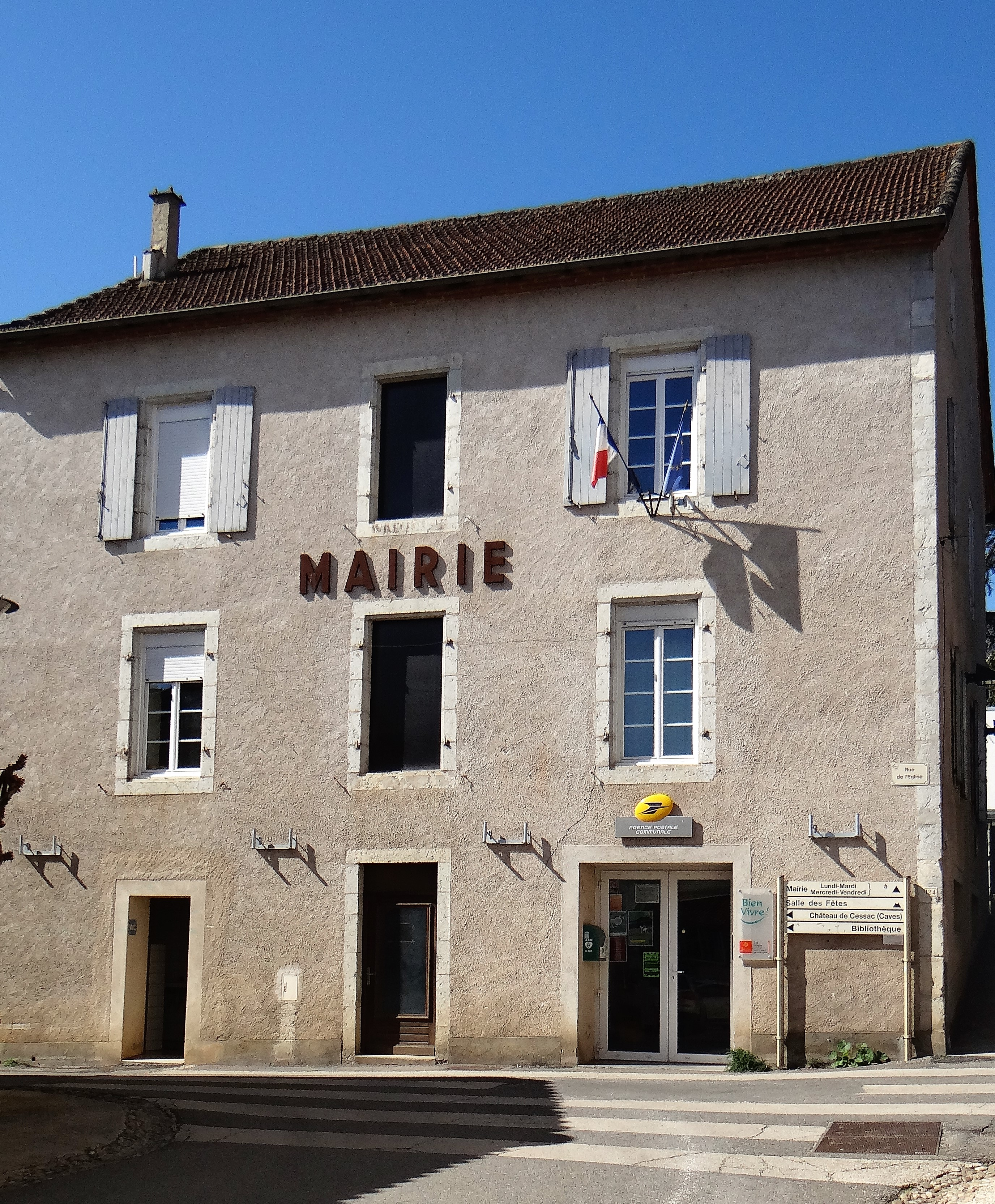
La mairie

| Période                                  | Période  | Identité              | Étiquette | Qualité     |
| ---------------------------------------- | -------- | --------------------- | --------- | ----------- |
| 1793                                     | 1794     | Jean Pierre Fols      |           |             |
| 1794                                     | 1795     | Alexandre Rayet       |           |             |
| 1795                                     | 1798     | Guillaume Rascouaille |           |             |
| 1798                                     | 1800     | Antoine Bes           |           |             |
| 1800                                     | 1812     | Jean Raymond Pages    |           |             |
| 1812                                     | 1823     | Jean Pierre Reilhe    |           |             |
| 1823                                     | 1830     | Antoine Laur          |           |             |
| 1830                                     | 1831     | Louis Valette         |           |             |
| 1831                                     | 1850     | Barthélémi Reilhe     |           |             |
| 1850                                     | 1864     | Jean Pierre Marcenac  |           |             |
| 1864                                     | 1876     | Joseph Lasserre       |           |             |
| 1876                                     | 1881     | Pierre Peyrot Rigal   |           |             |
| 1881                                     | 1884     | Paul Rigal            |           |             |
| 1884                                     | 1888     | Jean Théron Rigal     |           |             |
| 1888                                     | 1890     | Jean Boutary          |           |             |
| 1890                                     | 1892     | Honoré Laparra        |           |             |
| 1892                                     | 1896     | P. Sers               |           |             |
| 1896                                     | 1900     | Louis Rigal           |           |             |
| 1900                                     | 1902     | Jean Sers             |           |             |
| avant 1981                               | ?        | Gaston Baudel         | DVG       | Agriculteur |
| 1995                                     | 2008     | Gérard Crantelle      |           |             |
| mars 2008                                | En cours | Bénédicte Lanes       | PCF       |             |
| Les données manquantes sont à compléter. |          |                       |           |             |

## Population et société

### Démographie
L'évolution du nombre d'habitants est connue à travers les recensements de la population effectués dans la commune depuis 1793. Pour les communes de moins de 10 000 habitants, une enquête de recensement portant sur toute la population est réalisée tous les cinq ans, les populations de référence des années intermédiaires étant quant à elles estimées par interpolation ou extrapolation. Pour la commune, le premier recensement exhaustif entrant dans le cadre du nouveau dispositif a été réalisé en 2005.

En 2022, la commune comptait 834 habitants, en évolution de +2,96 % par rapport à 2016 (Lot : +1,31 %, France hors Mayotte : +2,11 %).
| 1793 | 1800 | 1806 | 1821  | 1831  | 1836  | 1841  | 1846  | 1851  |
| ---- | ---- | ---- | ----- | ----- | ----- | ----- | ----- | ----- |
| 942  | 783  | 784  | 1 135 | 1 178 | 1 232 | 1 204 | 1 178 | 1 127 |

| 1856  | 1861  | 1866  | 1872  | 1876  | 1881  | 1886  | 1891  | 1896 |
| ----- | ----- | ----- | ----- | ----- | ----- | ----- | ----- | ---- |
| 1 219 | 1 207 | 1 245 | 1 253 | 1 246 | 1 160 | 1 072 | 1 032 | 942  |

| 1901 | 1906 | 1911 | 1921 | 1926 | 1931 | 1936 | 1946 | 1954 |
| ---- | ---- | ---- | ---- | ---- | ---- | ---- | ---- | ---- |
| 875  | 799  | 756  | 661  | 625  | 621  | 626  | 534  | 611  |

| 1962 | 1968 | 1975 | 1982 | 1990 | 1999 | 2005 | 2006 | 2010 |
| ---- | ---- | ---- | ---- | ---- | ---- | ---- | ---- | ---- |
| 638  | 673  | 648  | 641  | 693  | 738  | 739  | 733  | 823  |

| 2015 | 2020 | 2022 | - | - | - | - | - | - |
| ---- | ---- | ---- | - | - | - | - | - | - |
| 808  | 825  | 834  | - | - | - | - | - | - |

| selon la population municipale des années : | 1968 | 1975 | 1982 | 1990 | 1999 | 2006 | 2009 | 2013 |
| Rang de la commune dans le département      | 37   | 38   | 46   | 36   | 37   | 40   | 38   | 37   |
| Nombre de communes du département           | 340  | 340  | 340  | 340  | 340  | 340  | 340  | 340  |

Bien que ce ne soit pas des chiffres officiels, l’économiste Jean Fourastié, dans son ouvrage Les Trente Glorieuses ou la Révolution invisible de 1946 à 1975, avance le nombre d'habitants justement en 1946 et en 1975. Ils auraient été 534 habitants, dont 279 faisant partie de la population active, en 1946. Et ils auraient été 670 habitants, dont une population active de 215, en 1975. Il faut noter que le chiffre avancé par J. Fourastié en 1975 entre en contradiction avec les données fournies par l'INSEE sur la même année.

### Enseignement
Douelle fait partie de l'académie de Toulouse.
L'éducation est assurée sur la commune par une école primaire.

### Activités sportives
Pêche, chasse, pétanque

#### Vol libre

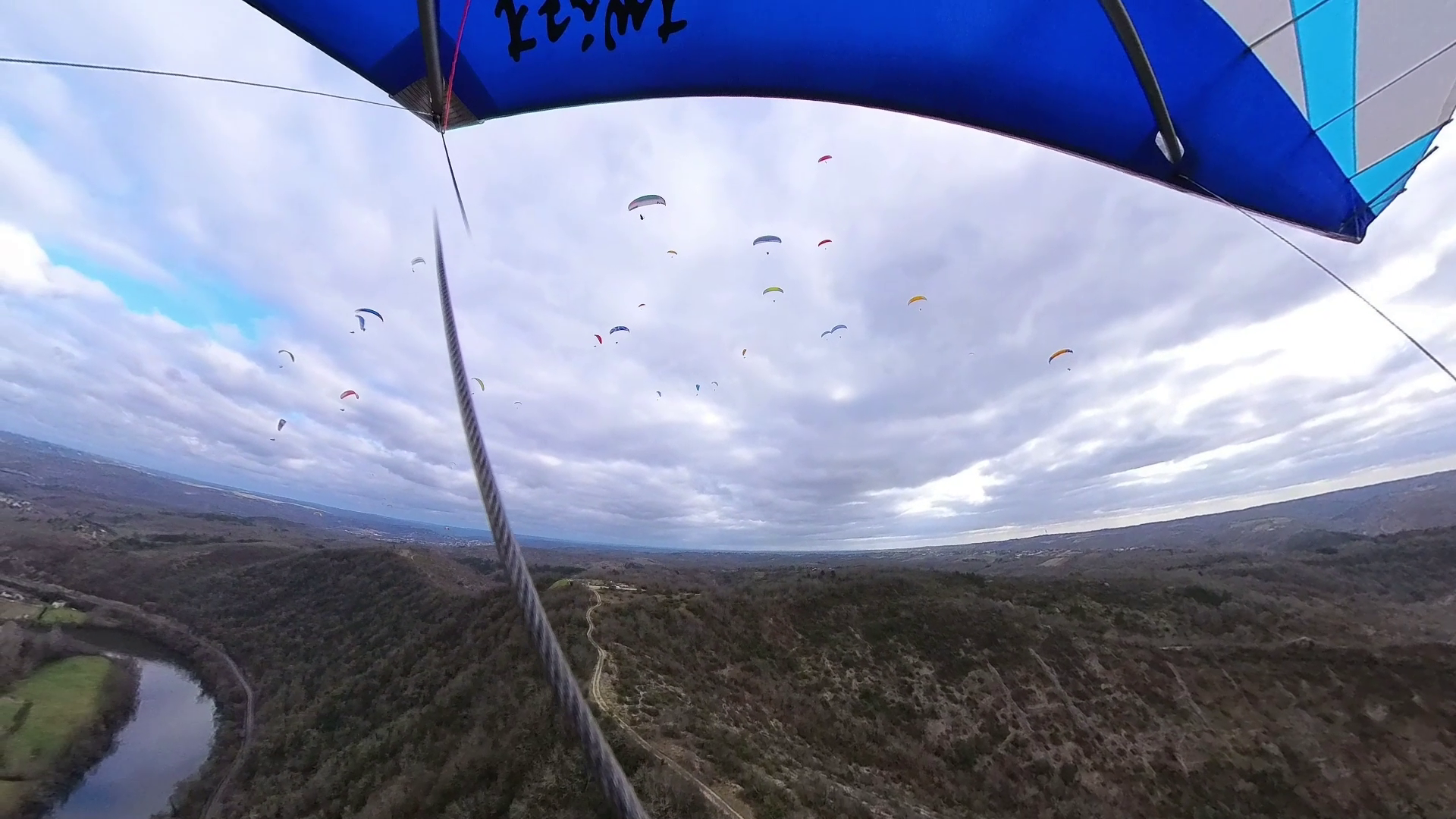
Le site de Vol Libre de Douelle

Douelle dispose d'un site de vol libre FFVL ouvert au public, pratiquant ou non, proposant un dénivelé de 190 m et une ligne de crête d'environ 1,50 km de long, où parapentistes et deltistes ouvrent leurs ailes les jours de soleil, si le vent souffle du nord.

## Économie

### Revenus
En 2018, la commune compte 378 ménages fiscaux, regroupant 780 personnes. La médiane du revenu disponible par unité de consommation est de 23 020 € (20 740 € dans le département).

### Emploi
|                | 2008  | 2013  | 2018  |
| -------------- | ----- | ----- | ----- |
| Commune        | 5 %   | 6,6 % | 6,6 % |
| Département    | 7,3 % | 8,9 % | 9,6 % |
| France entière | 8,3 % | 10 %  | 10 %  |

En 2018, la population âgée de 15 à 64 ans s'élève à 464 personnes, parmi lesquelles on compte 76,4 % d'actifs (69,8 % ayant un emploi et 6,6 % de chômeurs) et 23,6 % d'inactifs,. Depuis 2008, le taux de chômage communal (au sens du recensement) des 15-64 ans est inférieur à celui de la France et du département.
La commune fait partie de la couronne de l'aire d'attraction de Cahors, du fait qu'au moins 15 % des actifs travaillent dans le pôle,. Elle compte 108 emplois en 2018, contre 126 en 2013 et 108 en 2008. Le nombre d'actifs ayant un emploi résidant dans la commune est de 333, soit un indicateur de concentration d'emploi de 32,5 % et un taux d'activité parmi les 15 ans ou plus de 52,6 %.
Sur ces 333 actifs de 15 ans ou plus ayant un emploi, 65 travaillent dans la commune, soit 19 % des habitants. Pour se rendre au travail, 89 % des habitants utilisent un véhicule personnel ou de fonction à quatre roues, 1,2 % les transports en commun, 5,1 % s'y rendent en deux-roues, à vélo ou à pied et 4,8 % n'ont pas besoin de transport (travail au domicile).

### Activités hors agriculture

#### Secteurs d'activités
47 établissements sont implantés  à Douelle au 31 décembre 2019. Le tableau ci-dessous en détaille le nombre par secteur d'activité et compare les ratios avec ceux du département,.
| Secteur d'activité                                                                                        | Commune | Commune | Département |
| Secteur d'activité                                                                                        | Nombre  | %       | %           |
| --- | ------- | ------- | ----------- |
| Ensemble                                                                                                  | 47      |         |             |
| Industrie manufacturière, industries extractives et autres                                                | 8       | 17 %    | (14 %)      |
| Construction                                                                                              | 8       | 17 %    | (13,9 %)    |
| Commerce de gros et de détail, transports, hébergement et restauration                                    | 7       | 14,9 %  | (29,9 %)    |
| Information et communication                                                                              | 2       | 4,3 %   | (1,8 %)     |
| Activités spécialisées, scientifiques et techniques et activités de services administratifs et de soutien | 6       | 12,8 %  | (13,5 %)    |
| Administration publique, enseignement, santé humaine et action sociale                                    | 10      | 21,3 %  | (12 %)      |
| Autres activités de services                                                                              | 6       | 12,8 %  | (8,7 %)     |

Le secteur de l'administration publique, l'enseignement, la santé humaine et l'action sociale est prépondérant sur la commune puisqu'il représente 21,3 % du nombre total d'établissements de la commune (10 sur les 47 entreprises implantées  à Douelle), contre 12 % au niveau départemental.

#### Entreprises et commerces
Les deux entreprises ayant leur siège social sur le territoire communal qui génèrent le plus de chiffre d'affaires en 2020 sont : 
- A. Dumesnil, boulangerie et boulangerie-pâtisserie (188 k€)
- Jouvence - Terre Divona, commerce de détail alimentaire sur éventaires et marchés (83 k€)

Le port de Douelle est géré par la Chambre de commerce et d'industrie du Lot.
Viticulture Cahors (AOC) représentant une surface d'environ 125 hectares sur la commune.

### Agriculture
La commune est dans la vallée du Lot », une petite région agricole s'étendant d'est en ouest et de part et d'autre du cours du Lot, particulièrement réputée pour ses vignes, celles du vignoble de Cahors plus précisément. En 2020, l'orientation technico-économique de l'agriculture  sur la commune est la culture de fruits ou d'autres cultures permanentes.
|               | 1988 | 2000 | 2010 | 2020 |
| ------------- | ---- | ---- | ---- | ---- |
| Exploitations | 39   | 25   | 18   | 10   |
| SAU (ha)      | 294  | 237  | 198  | 99   |

Le nombre d'exploitations agricoles en activité et ayant leur siège dans la commune est passé de 39 lors du recensement agricole de 1988  à 25 en 2000 puis à 18 en 2010 et enfin à 10 en 2020, soit une baisse de 74 % en 32 ans. Le même mouvement est observé à l'échelle du département qui a perdu pendant cette période 60 % de ses exploitations,. La surface agricole utilisée sur la commune a également diminué, passant de 294 ha en 1988 à 99 ha en 2020. Parallèlement la surface agricole utilisée moyenne par exploitation a augmenté, passant de 8 à 10 ha.

## Culture locale et patrimoine

### Église Notre-Dame-de-l'Assomption
L'édifice est référencé dans la base Mérimée et à l'Inventaire général Région Occitanie.
Jusqu'au XVe siècle, Douelle est rattaché à Caillac pour les services religieux et les sépultures. Ce n'est que le 26 mars 1487 que le pape Innocent VIII accorde dans une bulle autorisant la construction d'une chapelle à Douelle, qui est restée une succursale de l'église Saint-Pierre de Caillac, et d'y établir un cimetière. Le seigneur de Cessac et les habitants de Douelle ont fait construire la chapelle avec le cimetière. Le hameau de Cessac est resté rattaché à l'église de Caillac. Ce n'est qu'après la construction du pont de Douelle que les habitants de Cessac ont demandé leur rattachement religieux à Douelle. Ils l'ont obtenu le 20 mai 1894. Le cimetière de Douelle a été établi à Cessac et béni par Mgr Grimardias, le 16 juin 1890.
Douelle a été séparé de Caillac à l'époque du concordat.
La partie orientale, qui est la plus ancienne, et qui correspond à la chapelle primitive, date de la fin du XVe siècle ; cette chapelle se présentait comme une croix latine, recouverte de voûtes à nervures saillantes, et possédait une porte à arc ogival dans son flanc sud.
Un remaniement complet fut entrepris entre 1844 et 1848 par le curé d’alors. Un grand portail fut percé à l’est, là où se trouvait auparavant le maître-autel ; les chapelles latérales furent transformées en collatéraux et l’ancienne voûte rehaussée ; la façade occidentale fut démolie pour permettre d’adjoindre à la nouvelle nef ainsi obtenue un grand transept et un chœur semi-circulaire à l'ouest ; le clocher à 8 ouvertures fut remplacé par un nouveau de 24 ouvertures.
Des travaux de consolidation de l'église ont été réalisés en 1971, avec reprise des joints des pierres et pose d'un nouveau crépi. L'intérieur de l'église a été restauré en 1987.

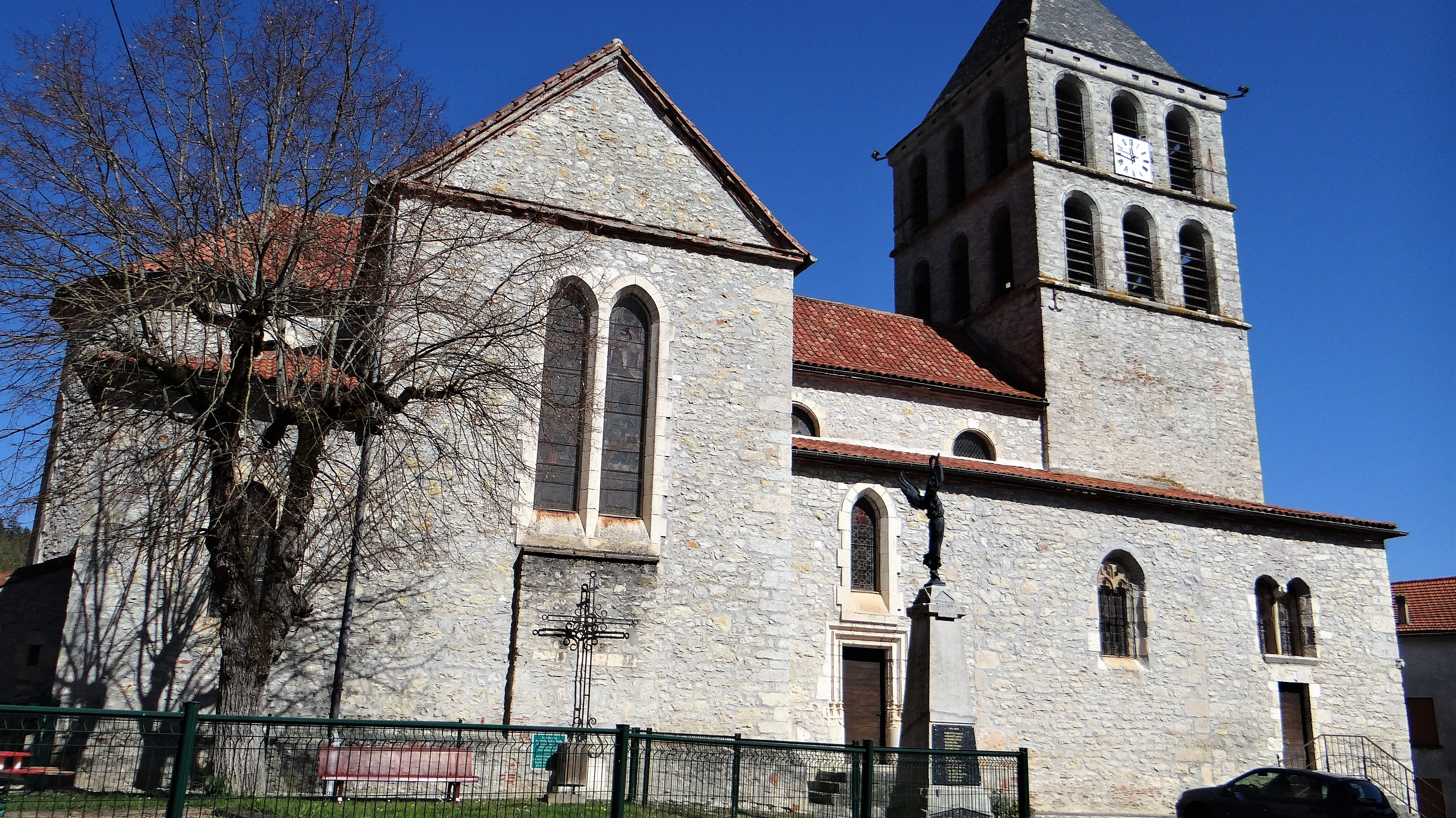
Vue de l'extérieur de l'église
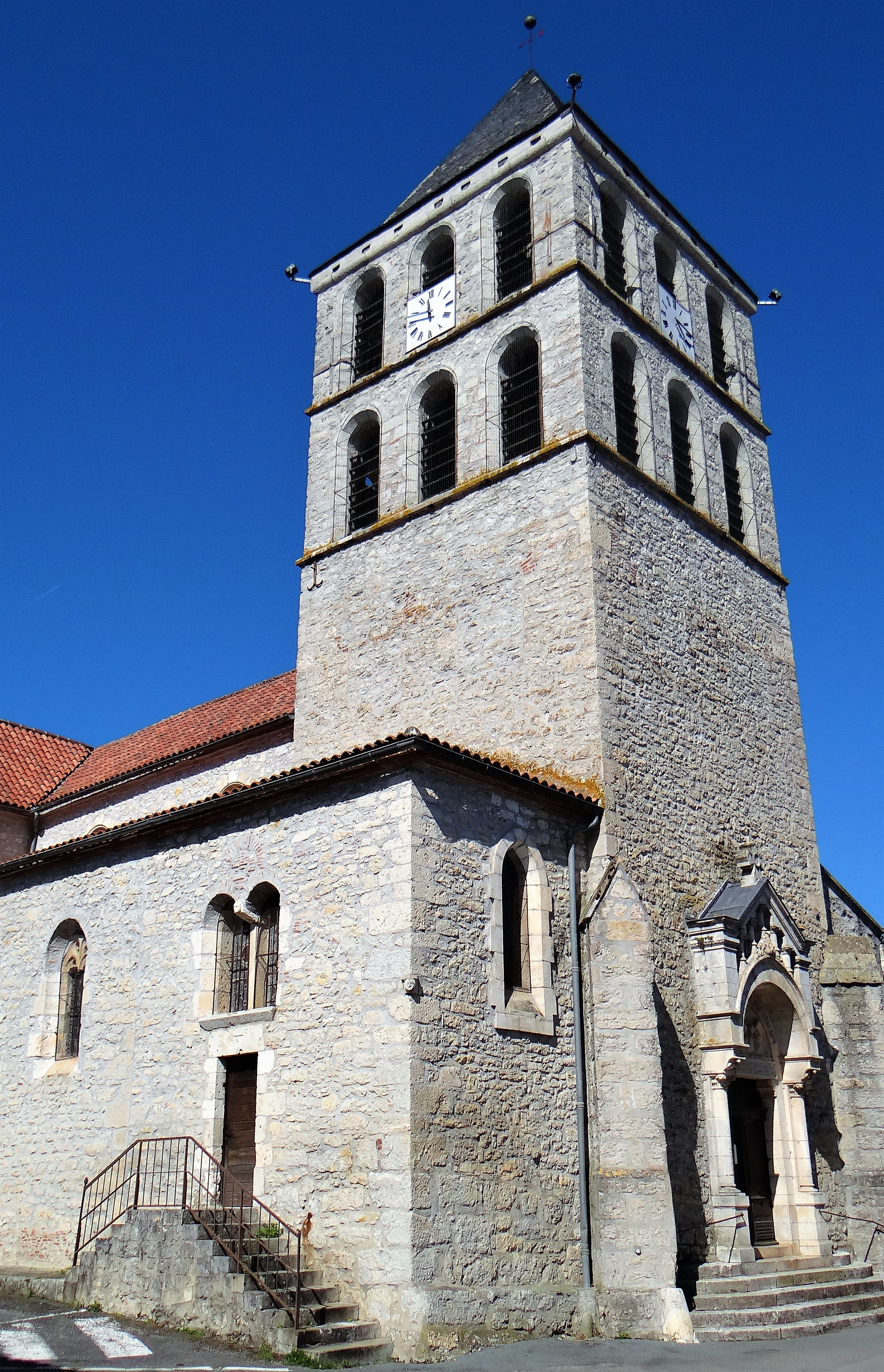
Clocher et entrées dans l'église.
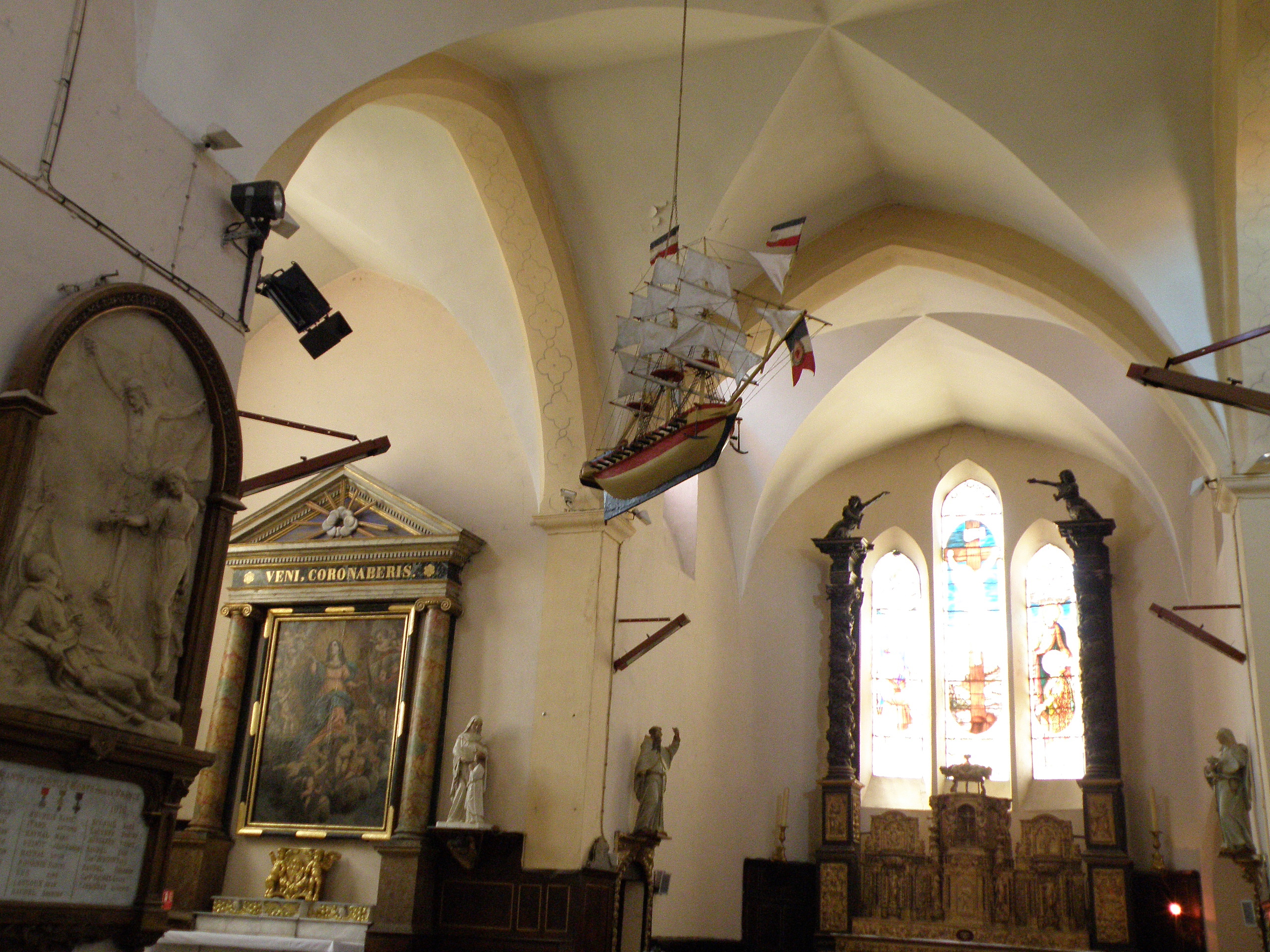
Intérieur de l'église : le bateau suspendu à la voûte de la nef et, à droite, le chœur avec son retable entre deux colonnes torsadées.
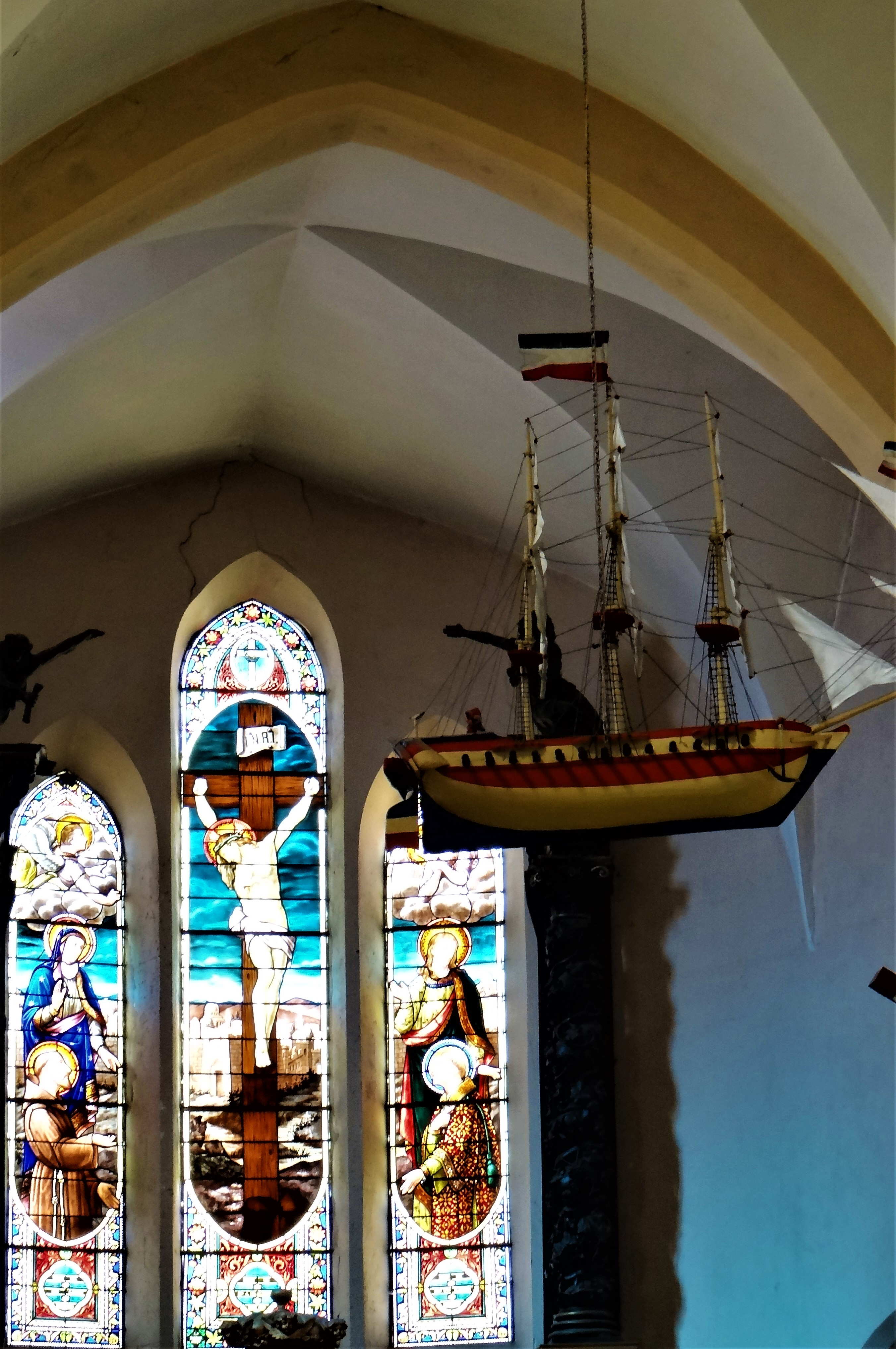
Vitraux du chevet et le bateau suspendu en ex-voto

Le mobilier comprend : le grand autel, avec son retable de bois sculpté daté de la fin du XVIIe siècle, provenant de la chapelle des Capucins de Cahors et, dit-on, sauvé de la destruction, pendant la période révolutionnaire, par des bateliers de Douelle de passage qui l’emportèrent avec eux vers leur village ; plusieurs tableaux dont une Sainte-Claire d’Assise de 1734, et, au fond de l’église, sur la porte d’entrée, un tableau qui, à l’origine, ― encadré par deux colonnes torsadées et sculptées en bois massif, décorées de motifs liés à la vigne, et toujours présentes dans le chœur actuel ― surmontait l’autel de l’antique chapelle, et dont les vitraux du chœur sont la reproduction ; et, suspendu à la nef, un bateau, dont la signification n’est attestée par aucun document écrit, mais dont la présence s’explique sans doute par la tradition batelière de Douelle, important port fluvial qui compta une vingtaine de maîtres de bateau dans la première moitié du XIXe siècle (on retrouve un bateau similaire dans d’autres sanctuaires de la région, notamment à Rocamadour et dans la chapelle de Notre-Dame-de-l’Île à Luzech). Les vitraux ont été réalisés par le peintre verrier bordelais Gustave Pierre Dagrant.

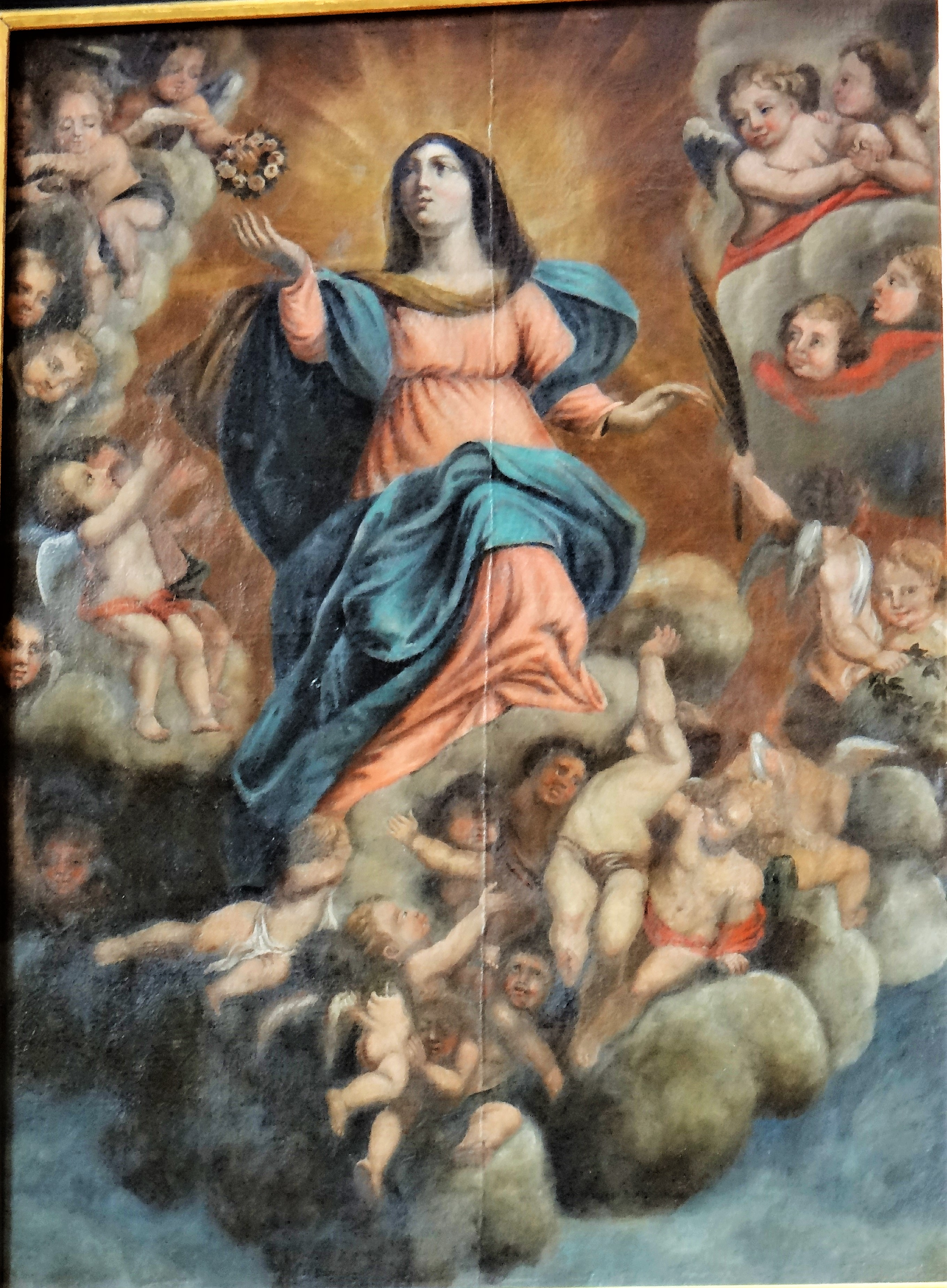
L'Assomption de la Vierge.
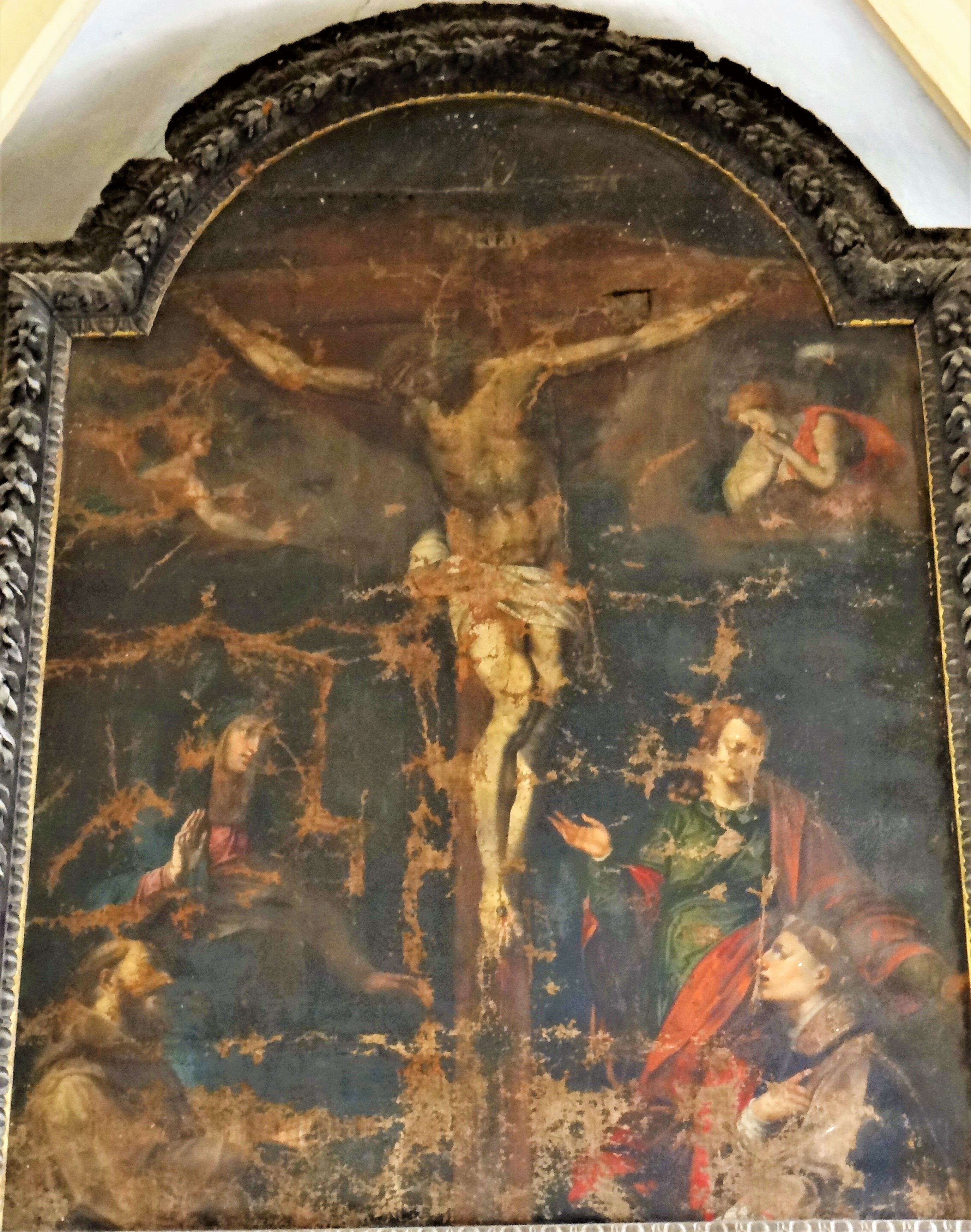
Crucifixion de Jésus entre la Vierge Marie et saint Jean avec deux capucins en adorant.
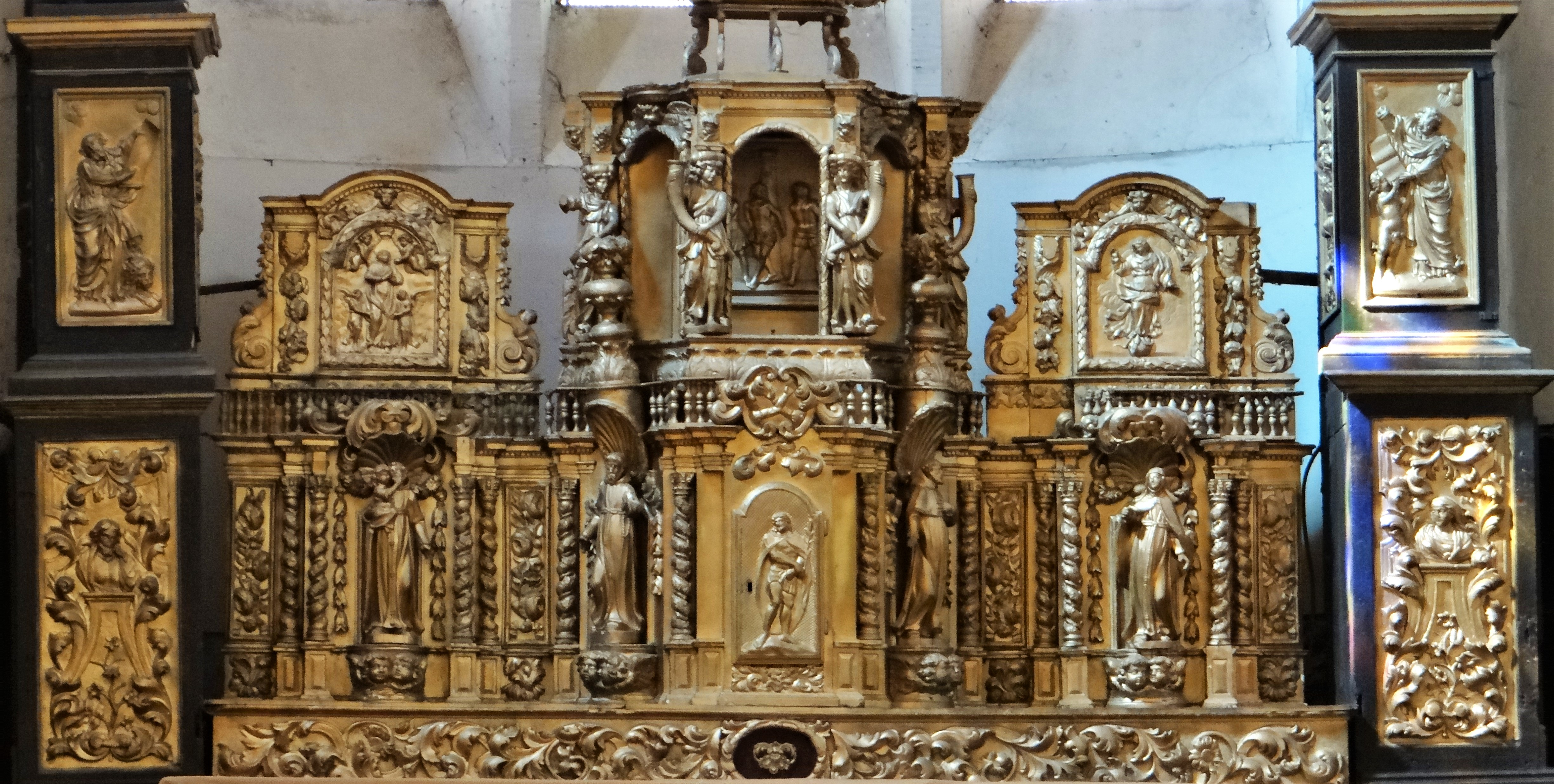
Tabernacle du maître-autel.
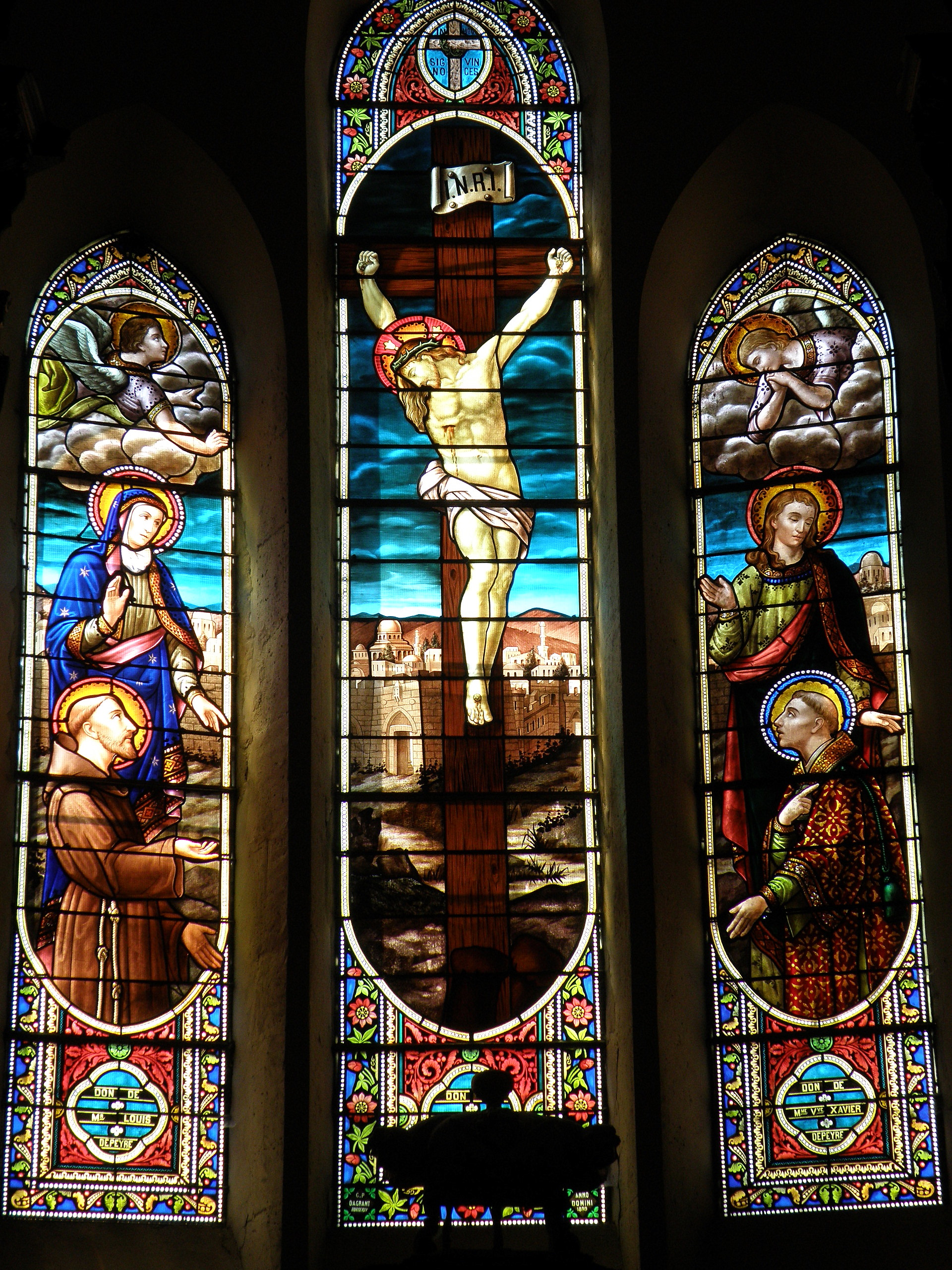
Vitraux de la Crucifixion de Jésus du chevet copiant le tableau de l'église réalisés par Gustave-Pierre Dagrant.
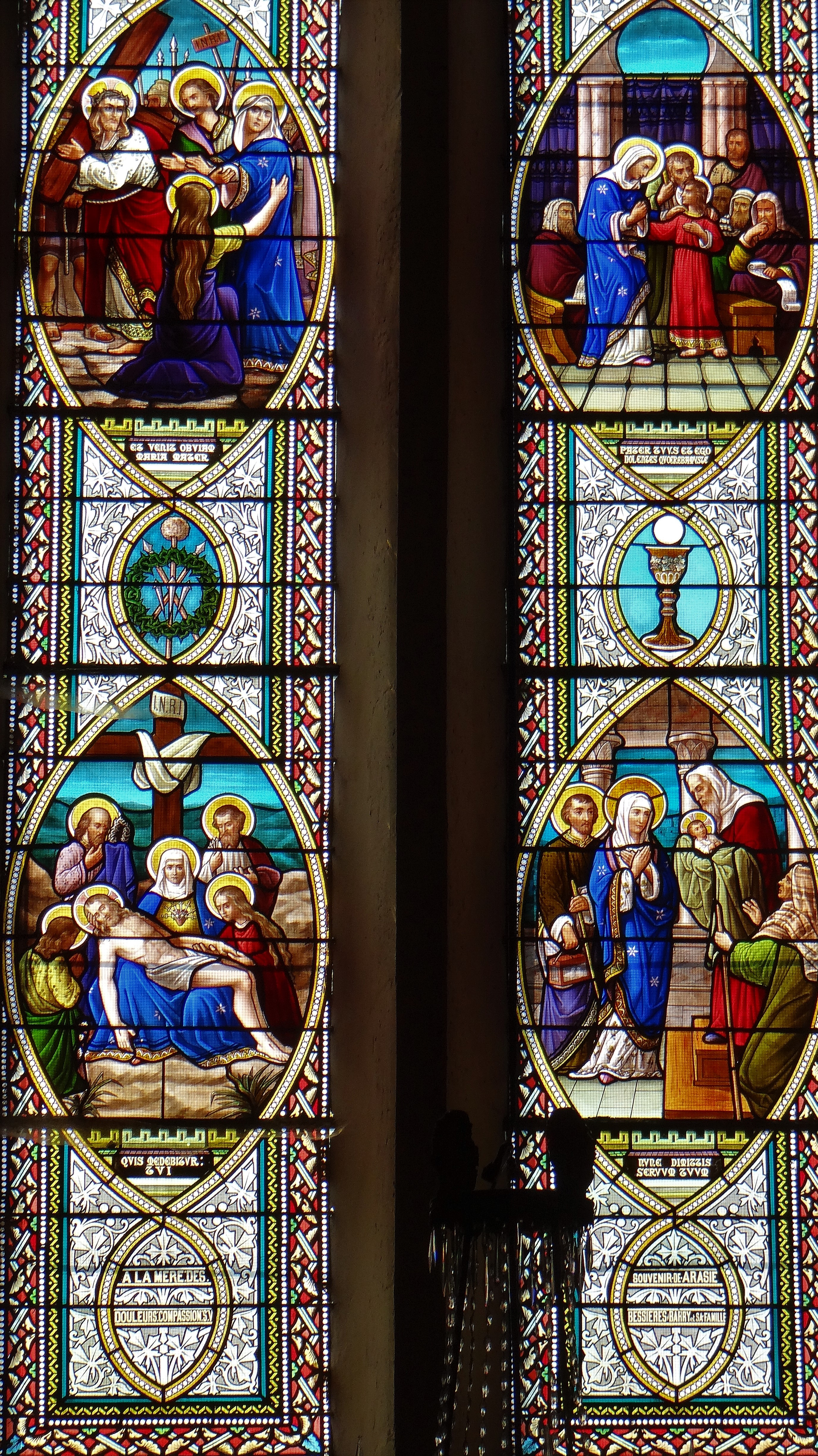
Vitrail de la vie de la Vierge.

### Port de Douelle

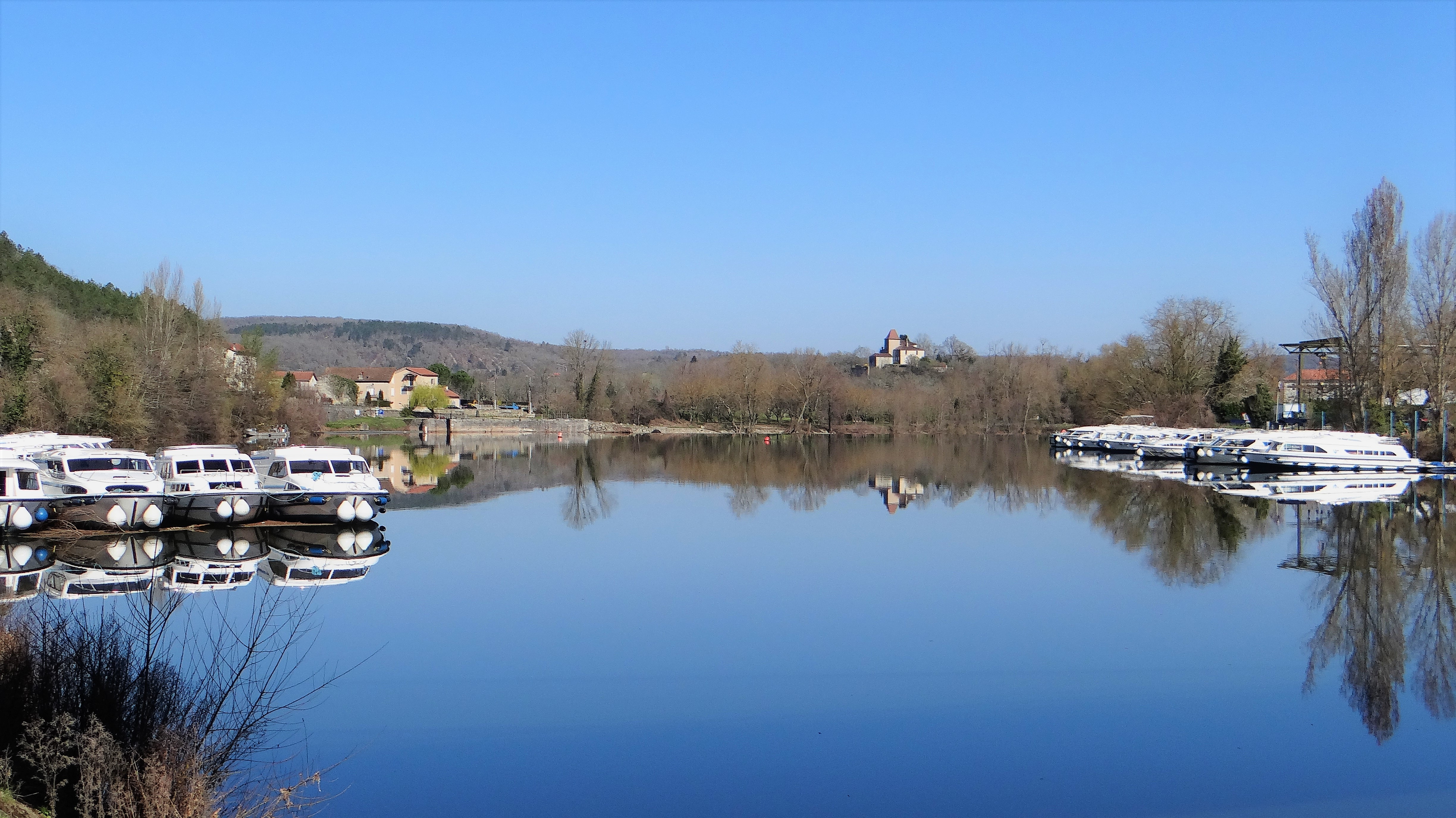
Le port de Douelle avant l'écluse

Le port de Douelle est situé sur le Lot, à Douelle, dans le bief de Cessac compris entre l'écluse de Cessac, à l'aval du port, et l'écluse de Mercuès.

### Pont suspendu de Douelle

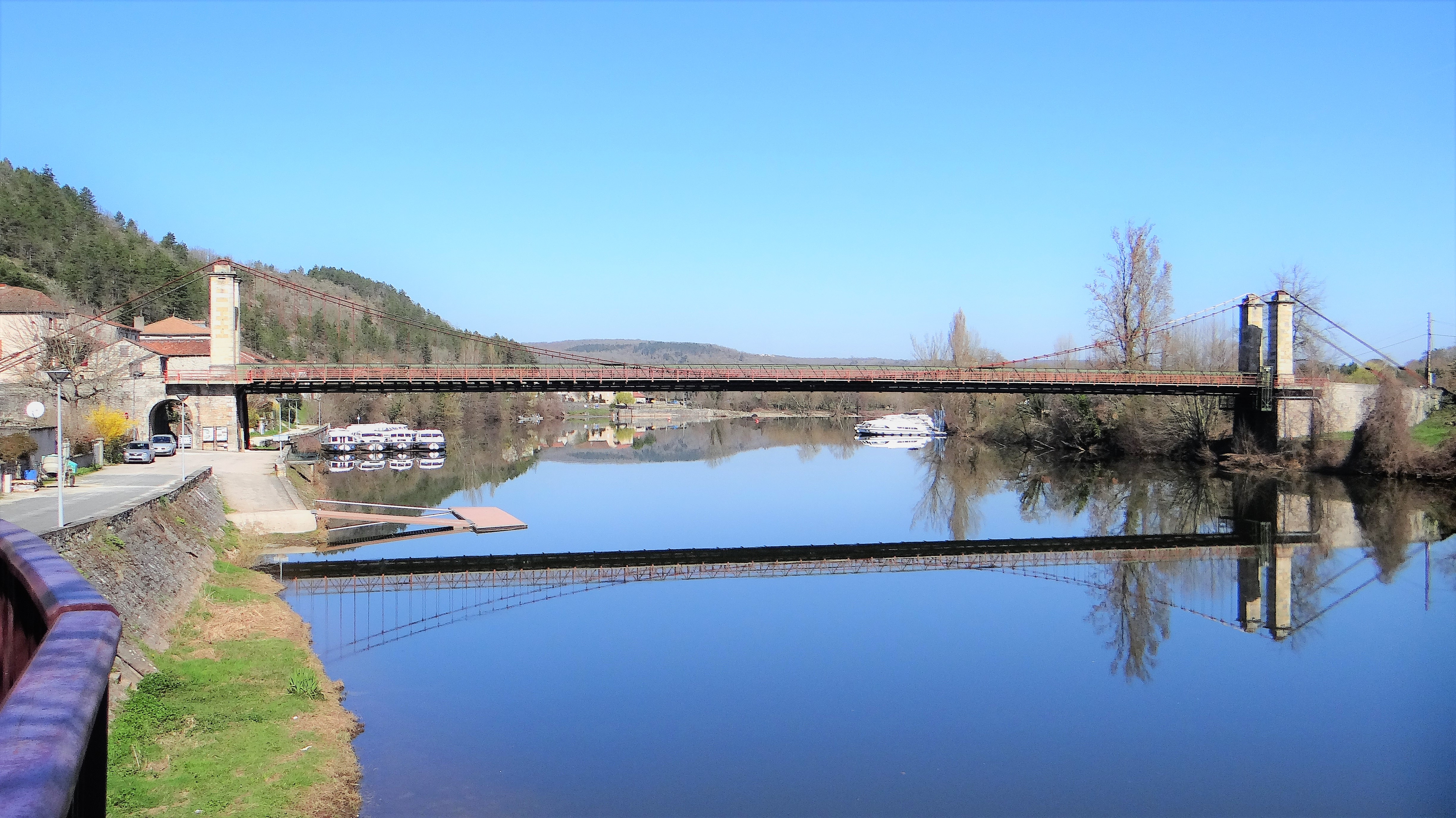
Le pont suspendu de Douelle

Le pont a été construit par les ingénieurs Renardier et Schellinx à l'initiative de familles de Douelle en 1875-1877 pour remplacer un bac. Le pont a été racheté par l'État en 1892 aux actionnaires de la société propriétaire pour le rendre public.

### Château de Cessac

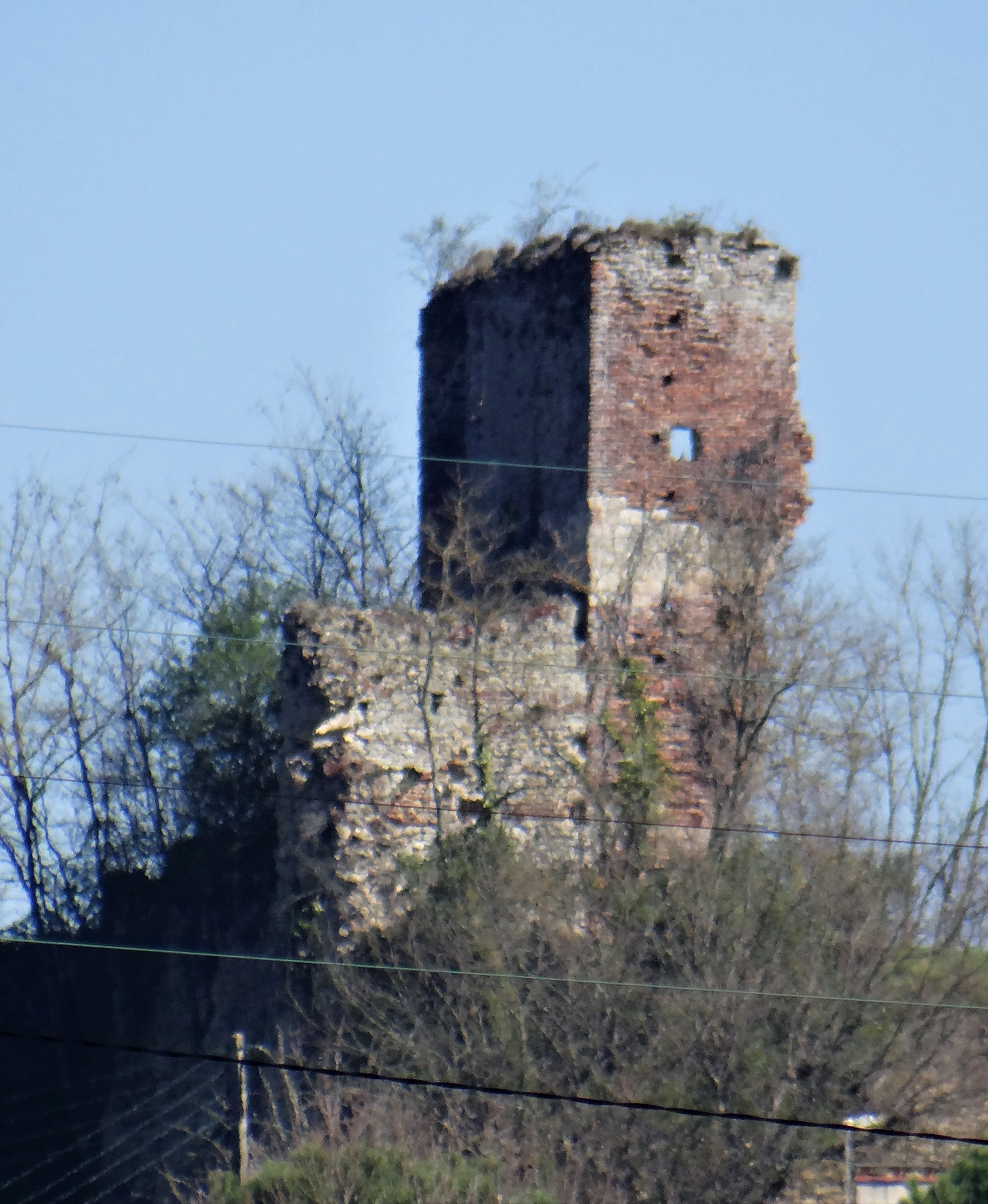
Ruines du château de Cessac

La seigneurie de Cessac correspondait approximativement au territoire de Douelle, avec les deux hameaux de Cessac et de Douelle avec le château et un moulin. L'évêque de Cahors Géraud II de Gourdon est seigneur de Cessac en 1075. Les évêques de Cahors sont seigneurs de Cessac jusqu'au XIIIe siècle. Cette seigneurie est alors une annexe de la seigneurie de Mercuès. L'évêque Guillaume IV de Cardaillac a dépensé beaucoup pendant la croisade des Albigeois. Son successeur, Géraud V Barasc, dû emprunté  « 85 marcs de livres sterling » à Arnaud Béraldi, seigneur de Labéraudie qui a reçu en gage les territoires de Bélaye, Puy-l'Évêque, Luzech, Pradines, Montpezat et Cajarc. Mais Arnaud Béraldi a obtenu de modifier ce gage contre la propriété de la terre de Cessac avec le hameau de Douelle. Arnaud Béraldi s'est considéré comme le propriétaire de la terre de Cessac et a pris le titre de baron. La parenté entre Arnaud Béraldi et Jean XXII a empêché les évêques de Cahors de récupérer cette seigneurie. Les seigneurs de Cessac sont les vassaux de l'évêque et devaient tenir la bride du cheval de l'évêque, un pied chaussé et un pied nu, à chaque entrée solennelle de l'évêque. La seigneurie a appartenu aux Béraldi (ou Béral ou Bérail) jusqu'à la mort sans descendant de Jean de Bérail, en 1450. Le fief est alors passé à son cousin, Raymond de Cazillac, qui a hérité de cette seigneurie à condition qu'il porte le nom et les armes des Béraldi. Les Cazillac ont alors pris le nom de Bérail de Cazillac-Cessac. Ils ont été marquis de Cessac jusqu'au début du XVIIIe siècle. La seigneurie est alors passée aux La Roche-Fontenilles. On trouve sur un mur de l'église de Caillac les armes du dernier baron de Cessac mort avant le Révolution, Louis-Antoine de La Roche-Fontenilles.
Des fortifications ont déjà été édifiées par les Gaulois sur le site. Un premier château a été édifié aux alentours de 800. Il permettait de surveiller un des deux gués du Lot permettant d'accéder à Cessac. Le second gué dans le Lot était contrôlé par une tour qui était équipée d'une cloche pour donner l'alarme et qui a donné le nom au lieu, le Carriol.
Le château a joué un rôle pendant la guerre de Cent Ans. Les Anglais tentent de s'emparer du château en juin 1385. Une troupe de 400 Anglais commandés par le captal de Buch se sont emparés du château en 1403. Ils ont quitté le château en juin 1406 après le paiement d'une rançon de 6 000 livres. Les Anglais se réinstallent à Cessac et 1419 d'où ils pillent les environs. Ils obtiennent des renforts du capitaine anglais Beauchamp à la Pentecôte 1424. Les Cadurciens livrent alors une bataille en octobre 1424 pour les chasser. Les Anglais quittèrent le château contre une rançon. Les habitants de Cahors ont alors démantelé le château en novembre 1424.

### Château du Carriol
Le château placé dans une boucle du Lot est un logis du XIXe siècle, en à-pic sur les berges. Il est cantonné de deux tourelles surveillant l'ensemble de la boucle.

### Personnalités liées à la commune
- François de Cazillac-Cessac (ca. 1530-1593), chevalier des Ordres du Roi, baron de Cazillac et de Cessac (il signait "Sesssac"), seigneur de Milhars, d'Alayrac et de Noailles, participa aux guerres de religion dans les armées du roi (maréchal de camp en 1587)
- Jean Fourastié (décéda à Douelle en 1990)
- Jean Lartigaut
- Michel Raynal
- Marc Lavoine qui parle dans son livre de mémoires « L'homme qui ment » des vacances qu'il passait à Douelle avec ses parents[54].